# Caddo Mills
Caddo Mills é uma cidade localizada no estado norte-americano do Texas, no Condado de Hunt.

## Demografia
Segundo o censo norte-americano de 2000, a sua população era de 1149 habitantes. 
Em 2006, foi estimada uma população de 1210, um aumento de 61 (5.3%).

## Geografia
De acordo com o United States Census Bureau tem uma área de 
6,8 km², dos quais 6,8 km² cobertos por terra e 0,0 km² cobertos por água.

## Localidades na vizinhança
O diagrama seguinte representa as localidades num raio de 20 km ao redor de Caddo Mills. 